# Ніклас Кастро
Ніклас Фернандо Нігард Кастро (ісп. Niklas Fernando Nygård Castro, нар. 8 січня 1996, Осло, Норвегія) — чилійський футболіст, форвард норвезького клубу «Бранн».

## Клубна кар'єра
Ніклас Кастро є вихованцем столичного клубу «Волеренга». У квітні 2016 року він дебютував у першій команді у матчах Елітсерії. Вже за рік Кастро перейшов до клубу Другого дивізіону «Конгсвінгер». У першому сезоні Кастро став кращим бомбардиром клубу.
Перед початком сезону 2019 року Ніколас Кастро перейшов до клубу «Олесунн». І в першому сезоні допоміг клубу підвищитися до Елітсерії.
На початку сезону 2022 року Ніклас Кастро як вільний агент перейшов до клубу «Бранн».

## Збірна
Ніклас Кастро народився в Осло в інтернаціональній родині. Його батько чилієць за походженням. Тому сам Ніклас прийняв запрошення від керівництва чилійського футболу і у листопаді 2020 року у матчі відбору до чемпіонату світу 2022 року він дебютував у складі національної збірної Чилі.

## Титули і досягнення
- Володар кубка Норвегії  (1):

«Бранн»: 2022-23